# Gare de Ronet
La gare de Ronet est une gare ferroviaire belge de la ligne 130, de Namur à Charleroi, située à Ronet, lieu-dit du village de Flawinne quartier de la ville de Namur dans la province de Namur en région wallonne.
Le site comprend également une gare de triage et de formation avec des ateliers de réparation, d'entretien et un dépôt de matériel ferroviaire.
Elle est mise en service en 1895 par l'administration des chemins de fer de l'État belge. C'est un arrêt sans personnel de la Société nationale des chemins de fer belges (SNCB) desservi par des trains Suburbains (S) (Réseau S de Charleroi).

## Situation ferroviaire
Établie à 92 m d'altitude, la gare de Ronet est située au point kilométrique (PK) 63.400 de la ligne 130, de Namur à Charleroi, entre les gares de Namur et de Flawinne.

## Histoire
La ligne de Charleroi à Namur est mise en service en 1843. Il n'y a alors aucune gare à Ronet.
Le 15 octobre 1891, une gare de formation est mise en service à Ronet par les Chemins de fer de l'État belge.
La station de Ronet, ouverte aux voyageurs, est mise en service, le 1er octobre 1895.
Au XXIe siècle, la gare a été rénovée : un nouveau pont ( posé en novembre 2007), de nouveaux quais, les voies des faisceaux formation et plateau, mais également les voies des lignes principales ont été remises à neuf. Ce chantier s'est terminé en 2015.

## Service des voyageurs

### Accueil
Halte SNCB, c'est un point d'arrêt non gardé (PANG) à accès libre.
Une passerelle permet la traversée des voies et le passage d'un quai à l'autre.

### Desserte
Ronet est desservie par des trains Suburbains (S) (ligne S61) de la SNCB  qui effectuent des missions sur la ligne 130 Charleroi-Namur (voir fiche horaire).

#### Semaine
Il existe deux trains S61 par heure : les premiers reliant Jambes (ou Namur) à Ottignies et Wavre via Charleroi ; les seconds étant limités à Charleroi-Central.

#### Week-end et jours fériés
Depuis 2024, la desserte comprend un train S61, toutes les heures, entre Namur et Ottignies via Charleroi (auparavant toutes les deux heures).

### Intermodalité
Le stationnement des véhicules est difficile à proximité.

## Comptage voyageurs
Le graphique et le tableau montrent le nombre de passagers qui en moyenne embarquent durant la semaine, le samedi et le dimanche.
| Nombre de voyageurs qui embarquent à la gare de Ronet | Nombre de voyageurs qui embarquent à la gare de Ronet | Nombre de voyageurs qui embarquent à la gare de Ronet | Nombre de voyageurs qui embarquent à la gare de Ronet |
|                                                       | Semaine                                               | Samedi                                                | Dimanche                                              |
| ----------------------------------------------------- | ----------------------------------------------------- | ----------------------------------------------------- | ----------------------------------------------------- |
| 1977                                                  | 178                                                   | 95                                                    | 76                                                    |
| 1978                                                  | 231                                                   | 90                                                    | 79                                                    |
| 1979                                                  | 214                                                   | 77                                                    | 69                                                    |
| 1980                                                  | 162                                                   | 87                                                    | 70                                                    |
| 1981                                                  | 165                                                   | 47                                                    | 42                                                    |
| 1982                                                  | 202                                                   | 85                                                    | 76                                                    |
| 1983                                                  | 177                                                   | 53                                                    | 47                                                    |
| 1984                                                  | 195                                                   | 37                                                    | 24                                                    |
| 1985                                                  | 172                                                   | 35                                                    | 22                                                    |
| 1986                                                  | 163                                                   | 25                                                    | 11                                                    |
| 1987                                                  | 136                                                   | 31                                                    | 17                                                    |
| 1988                                                  | 144                                                   | 28                                                    | 16                                                    |
| 1989                                                  | 103                                                   | 39                                                    | 25                                                    |
| 1990                                                  | 67                                                    | 16                                                    | 8                                                     |
| 1991                                                  | 86                                                    | 17                                                    | 15                                                    |
| 1992                                                  | 85                                                    | 13                                                    | 16                                                    |
| 1993                                                  | 86                                                    | 22                                                    | 16                                                    |
| 1994                                                  | 94                                                    | 15                                                    | 12                                                    |
| 1995                                                  | 78                                                    | 19                                                    | 13                                                    |
| 1996                                                  | 104                                                   | 21                                                    | 14                                                    |
| 1997                                                  | 120                                                   | 25                                                    | 13                                                    |
| 1998                                                  | 107                                                   | 14                                                    | 14                                                    |
| 1999                                                  | 115                                                   | 13                                                    | 12                                                    |
| 2000                                                  | 116                                                   | 14                                                    | 10                                                    |
| 2001                                                  | 145                                                   | 7                                                     | 6                                                     |
| 2002                                                  | 109                                                   | 14                                                    | 4                                                     |
| 2003                                                  | 63                                                    | 15                                                    | 7                                                     |
| 2004                                                  | 60                                                    | 8                                                     | 5                                                     |
| 2005                                                  | 65                                                    | 12                                                    | 8                                                     |
| 2006                                                  | 66                                                    | 12                                                    | 2                                                     |
| 2007                                                  | 55                                                    | 10                                                    | 5                                                     |
| 2008                                                  | -                                                     | -                                                     | -                                                     |
| 2009                                                  | 38                                                    | 4                                                     | -                                                     |
| 2010                                                  | -                                                     | -                                                     | -                                                     |
| 2011                                                  | -                                                     | -                                                     | -                                                     |
| 2012                                                  | 58                                                    | 6                                                     | 14                                                    |
| 2013                                                  | 44                                                    | 5                                                     | 7                                                     |
| 2014                                                  | 50                                                    | 1                                                     | 5                                                     |
| 2015                                                  | 62                                                    | 10                                                    | 9                                                     |
| 2016                                                  | 35                                                    | 13                                                    | 8                                                     |
| 2017                                                  | 57                                                    | 12                                                    | 10                                                    |
| 2018                                                  | 50                                                    | 8                                                     | 6                                                     |
| 2019                                                  | 47                                                    | 8                                                     | 8                                                     |
| 2020                                                  | 40                                                    | 31                                                    | 30                                                    |
| 2021                                                  | -                                                     | -                                                     | -                                                     |
| 2022                                                  | 77                                                    | 45                                                    | 48                                                    |
| 2023                                                  | 140                                                   | 63                                                    | 73                                                    |
| 2024                                                  | 156                                                   | 98                                                    | 120                                                   |